# Opuntia ritteri
Opuntia ritteri ist eine Pflanzenart in der Gattung der Opuntien (Opuntia) aus der Familie der Kakteengewächse (Cactaceae). Das Artepitheton ritteri ehrt den deutschen Kakteenspezialisten Friedrich Ritter.

## Beschreibung
Opuntia ritteri wächst baumförmig. Die hellgrünen, flaumigen Triebabschnitte sind kreisrund. Die runden Areolen stehen eng beieinander. Es sind mehrere aufwärts gerichtete gelbliche Dornen von 1 bis 1,5 Zentimeter Länge vorhanden.
Die großen Blüten sind hellrot. Über die Früchte ist nichts bekannt.

## Verbreitung und Systematik
Opuntia ritteri ist im mexikanischen Bundesstaat Zacatecas verbreitet. 
Die Erstbeschreibung durch Alwin Berger wurde 1929 veröffentlicht.
Über Opuntia ritteri ist nahezu nichts bekannt.

## Nachweise